# Симонида Милојковић
Симонида Милојковић (Београд, 26. фебруар 1972) је српска књижевница и новинарка. Члан је Удружења књижевника Србије.
Њени романи се налазе на листама најпродаванијих романа у Србији. Пише од 2007. године када је објавила свој први роман Грабљивица, најпродаванији роман на Балкану у последње три деценије, чији је тираж досегао 210.000 примерака.
Роман Љубав у доба кокаина одмах по објављивању постаје бестселер и доспева до врха листе најпродаванијих књига у региону. Симонида Милојковић у сарадњи са продукцијом „Призор“ поставља на сцену драму Љубав у доба кокаина са Маријаном Мићић у главној улози.  Широм региона почиње да држи предавања и организује трибине у циљу превенције наркоманије код младих.
Романом Жена, осим врхова читаности, досегнула је и првог писца који је у нашој књижевности литераризовао истиниту причу из мало познатог света трансродних особа.
У роману Дијагноза: љубав, врхунском љубавном психотрилеру, бави се питањем да ли је заљубљеност врста психозе и ствара ли зависност попут наркотика.
Роман У загрљају принца таме доноси узбудљив и застрашујући љубавни трилер. То је истинита прича девојке коју њен младић уводи у сатанистичку секту.
Од јануара 2022. године Симонида волонтира у удружењу „ЗИД“ које се бави извлачењем младих из секти и њиховом рехабилитацијом.
Шеснаест година је радила као новинар Блица.  Данас пише за Књижевне новине.

## Књижевни рад
Романи
- Грабљивица[2], Лагуна , 2007
- Љубав у доба кокаина, Лагуна, 2014[6]
- Жена[7], Лагуна, 2016
- Дијагноза љубав[8], Лагуна, 2018
- У загрљају принца таме, Лагуна, 2022